# Músculo tensor del velo del paladar
El músculo tensor del velo del paladar o periestafilino externo es un músculo situado en la pared posterior de la cavidad oral. Se origina en la espina del esfenoides, en la base de la lámina pterigoidea media y en la pared lateral del cartílago de la trompa de Eustaquio. De ahí se dirige hacia abajo para rodear el hamulus del esfenoides y dirigirse en tendón en forma de abanico, que se inserta en la parte anterior y media de la aponeurosis palatina. Pone en tensión el velo del paladar y lo deprime ligeramente. Interviene en la apertura de la trompa. Es inervado por el nervio trigémino a través de su ramo mandibular.
- Datos: Q1073869
- Multimedia: Tensor veli palatini muscles / Q1073869